# الأماكن (أغنية)
الأماكن هي أغنية عربية باللهجة السعودية من كلمات الشاعر السعودي منصور الشادي وغناء محمد عبده أنتجت عام 2005، وكان يفترض أن يلحنها الملحن ناصر الصالح للمطربة نوال الكويتية ولكنها تنازلت عنها بطلب من الملحن ليغنيها محمد عبده  في حفلة من حفلاته، واحتفظ بها عنده خوفاً من تسريبها إلى أن غناها في مهرجان جدة عام 2005، ثم طرحها في ألبوم رسمي يحمل اسم الأماكن. ونجحت الأغنية وانتشرت وأصبح الناس يرددونها في الدول الخليجية وفي مصر وفي المغرب وفي جميع الدول العربية.

## الكلمات
الأماكن كلها مشتاقة لك
والعيون اللي انرسم فيها خيالك
والحنين إلي سرى بروحي وجالك
ما هو بس أنا حبيبي
الأماكن .. الأماكن
الأماكن .. كلها مشتاقة لك
كل شي حولي يذكرني بشي
حتى صوتي وضحكتي لك فيها شي
لو تغيب الدنيا عمرك ما تغيب
شوف حالي آه من تطري علي
الأماكن .. الأماكن
الأماكن .. كلها مشتاقة لك

المشاعر في غيابك .. ذاب فيها كل صوت
والليالي من عذابك .. عذبت فيني السكوت
وصرت خايف لا تجيني
لحظة يذبل فيها قلبي
وكل أوراقي تموت
آه لو تدري حبيبي
كيف أيامي بدونك
تسرق العمر وتفوت
الأمان وين الأمان
وأنا قلبي من رحلت
ما عرف طعم الأمان
ليه كل ما جيت اسأل هالمكان
اسمع الماضي يقول .. اسمع الماضي يقول
ما هو بس أنا حبيبي
الأماكن .. الأماكن
الأماكن .. كلها مشتاقة لك

الأماكن إلي مريت أنت فيها
عايشه بروحي وأبيها
بس لكن ما لقيتك ..
جيت قبل العطر يبرد
قبل حتى يذوب في صمت الكلام .. وأحتريتك
كنت أظن الريح جابت .. عطرك يسلم علي
كنت أظن الشوق جابك .. تجلس بجنبي شوي
كنت أظن .. وكنت أظن
وخاب ظني
وما بقى بالعمر شي .. وأحتريتك
الأماكن .. الأماكن
الأماكن .. كلها مشتاقة لك